# Tân Mai, quận Hoàng Mai
Tân Mai là một phường thuộc quận Hoàng Mai, thành phố Hà Nội, Việt Nam.
Phường Tân Mai có diện tích 0,51 km², dân số năm 2022 là 26.712 người, mật độ dân số đạt 52.376 người/km².

## Địa lý
Địa giới hành chính phường này như sau: 
- Nam giáp phường Thịnh Liệt
- Bắc giáp phường Trần Phú
- Đông giáp phường Định Công
- Tây giáp quận Thanh Xuân.

## Lịch sử
Phường Tân Mai được thành lập ngày 14 tháng 3 năm 1984 theo Quyết định số 42/HĐBT của Hội đồng bộ trưởng, trên cơ sở tách ra từ phường Giáp Bát, ban đầu thuộc quận Hai Bà Trưng.
Từ tháng 1 năm 2004, chuyển về quận Hoàng Mai quản lý.